# フォルミダビーレ (装甲艦)
フォルミダビーレ (Formidabile) はイタリア海軍の舷側砲門艦。一等装甲蒸気コルベット。フォルミダビーレ級。
フォルミダビーレ級はフランスのForges et chantiers de la Méditerranéeに浮砲台として発注されたが、建造中に装甲コルベットへ変更された。1860年12月起工。1861年10月1日進水。1862年5月竣工。
常備排水量2682トン、満載排水量2618トン、全長215フィート10インチ (65.80m)、垂線間長206フィート10インチ (63.05m)、幅47フィート3インチ (14.44m)。または常備排水量2700トン、満載排水量2854トン、全長65.8m、垂線間長64.0m、幅13.6m。満載排水量2756トンとも。船体は木製。
蒸気往復動機関1基、角缶6基搭載。一軸推進。出力1080指示馬力で、速力10ノット。航続距離は10ノットで約1300浬。帆装は三檣スクーナー。
兵装は164mm砲16門と203mm砲4門。164mm施条砲16門とも。
装甲厚は舷側4.3インチ、シタデル4インチ。または舷側115mm、シタデル100mm。もしくは舷側109mm、砲門部100mm。
1866年6月20日、イタリアはオーストリアに宣戦布告し第3次イタリア独立戦争が始まる。7月16日、ペルサーノ提督率いるイタリア艦隊はアンコーナからリッサ島へ向け出撃した。7月18日、艦隊はリッサ島に到着し、攻撃を開始。「フォルミダビーレ」は「レ・ディタリア」などとともにPorto San Giorgio攻撃を行った。翌日は「フォルミダビーレ」は港内に入り、砲台と交戦。死者3名、負傷者55名ないし41名を出した。装甲は貫通されなかったが、装甲の無い上部は穴だらけとなり、砲1門を失い、砲眼6か所で覆いが破壊された。最後のものは荒れた海での浸水につながりかねなかった。これが「フォルミダビーレ」の翌日の行動の理由となる。20日、オーストリア艦隊が現れたが、「フォルミダビーレ」は損傷のためアンコーナへ向かうと伝え、リッサ島水域を離れた。

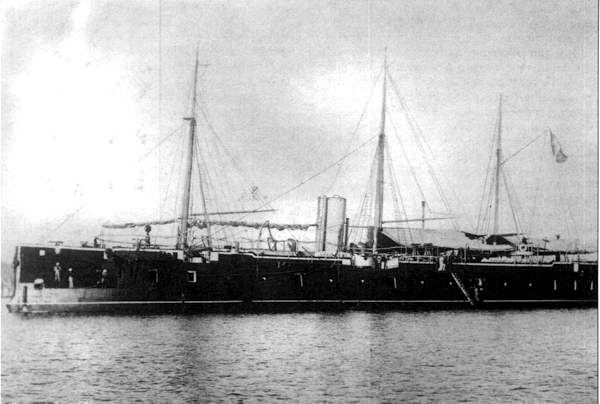
練習艦時代の「フォルミダビーレ」

1878年、兵装が8インチ砲8門となる。1887年、砲術練習艦となり、兵装は7インチ砲6門となった。ラ・スペチア砲術水雷学校の練習艦であった就役から30年後の時点で、9種類の砲が搭載されていたとも。1903年または1904年7月25日に除籍され、その後解体された。